# Shayar
Shayar (شايار ناھىيىسى  âm Hán Việt: Sa Nhã, chữ Hán giản thể: 沙雅县) là một huyện thuộc địa khu Aksu, Tân Cương, Cộng hòa Nhân dân Trung Hoa. Huyện này có diện tích 31.868 ki-lô-mét vuông, dân số 210.000 người. Về mặt hành chính, huyện này được chia thành 1 trấn 7 hương.
- Trấn: Sa-nhã

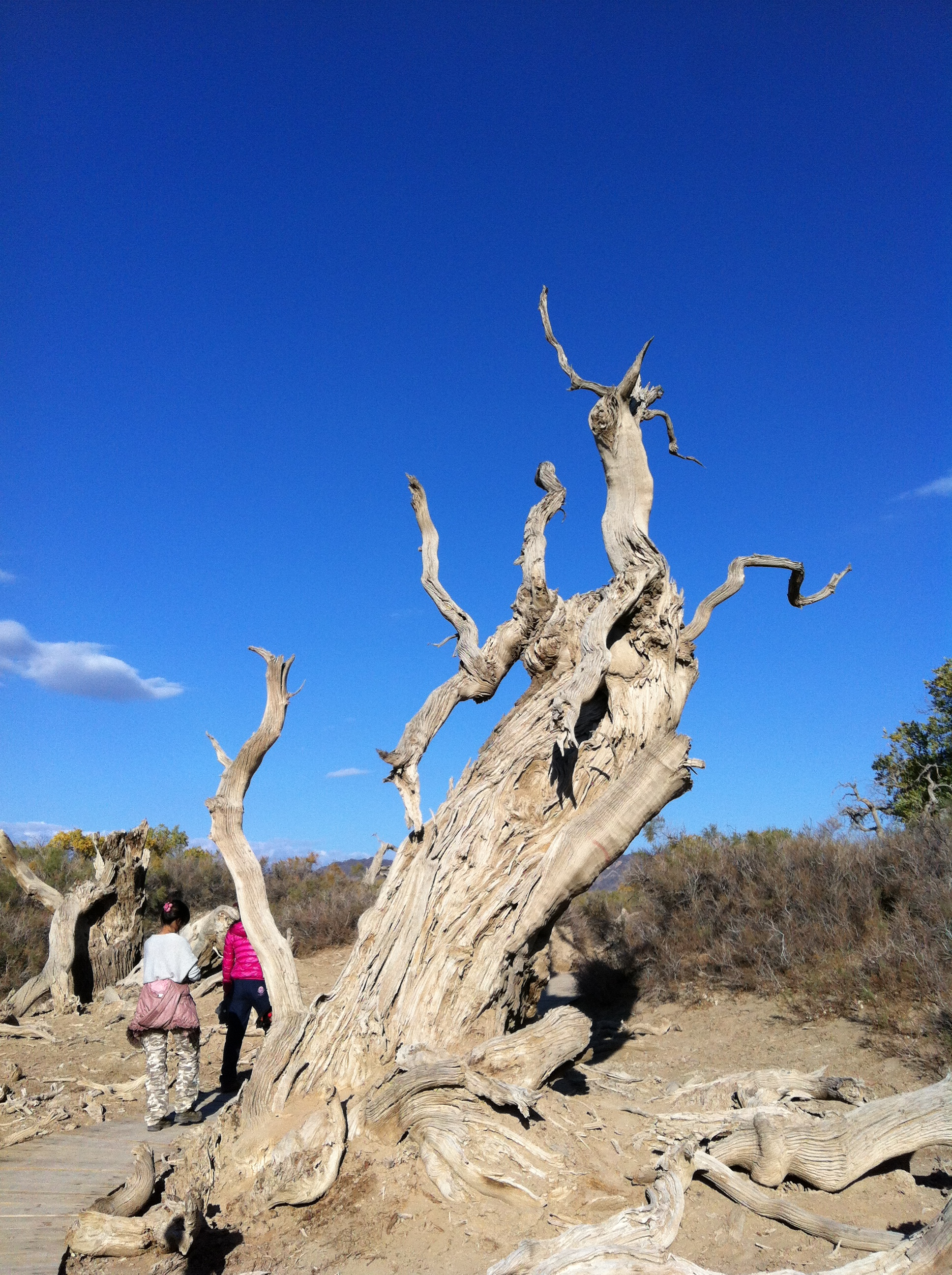

- Hương: Cổ-lặc-ba-cách, Thác-y-bảo-lặc-địch, Hồng-kỳ, A-mãi-lý, Hải Lâu, Nỗ-nhĩ- ba-cách, Tháp-lý-mộc.